# Zakurowie
Zakurowie – wieś w Polsce położona w województwie łódzkim, w powiecie bełchatowskim, w gminie Rusiec.
| SIMC    | Nazwa     | Rodzaj    |
| ------- | --------- | --------- |
| 0712054 | Kresy     | część wsi |
| 0712060 | Salomejów | część wsi |

W latach 1975–1998 miejscowość administracyjnie należała do województwa sieradzkiego.